# سفارة توغو في واشنطن العاصمة
سفارة توغو في واشنطن العاصمة هي البعثة الدبلوماسية لجمهورية توغو لدى الولايات المتحدة. تقع في 2208 شارع ماساتشوستس، شمال غرب واشنطن العاصمة، في حي إمباسي رو.
السفير الحالي هو فريديريك هيغبي.

## أنظر أيضا
- العلاقات بين توغو والولايات المتحدة

## روابط خارجية
- الموقع الرسمي